# 석봉도서관
석봉도서관은 대전광역시 대덕구에 있는 공립 도서관이다.

## 연혁
- 2021년 11월 석봉복합문화센터 착공
- 2024년 2월 석봉복합문화센터 준공
- 2024년 7월 1일 석봉도서관 개관